# Liste der geschützten Landschaftsbestandteile in Dessau-Roßlau
Die Liste der geschützten Landschaftsbestandteile in Dessau-Roßlau nennt die geschützten Landschaftsbestandteile in Dessau-Roßlau in Sachsen-Anhalt.

## Liste
| Bild                                                 | Nr.        | Bezeichnung                            | Gemarkung            | Position                         | Beschreibung | Verordnung |
| ---------------------------------------------------- | ---------- | -------------------------------------- | -------------------- | -------------------------------- | --- | ---------- |
|                                                      | GLB0002DE_ | Prödelteiche                           | Dessau-Mosigkau      | 51° 47′ 38,4″ N, 12° 7′ 37,2″ O  | 29,8 ha. | 2010       |
|                                                      | GLB0003DE_ | Judengraben und angrenzende Flutrinnen | Dessau               | 51° 49′ 32,9″ N, 12° 16′ 12″ O   | 24,3 ha. | 2009       |
|                                                      | GLB0004DE_ | Posernwiesen                           | Dessau               | 51° 48′ 56,2″ N, 12° 16′ 44″ O   | 25,3 ha. | 2009       |
|                                                      | GLB0005DE_ | Jonitzer Wiesen                        | Waldersee            | 51° 50′ 31,2″ N, 12° 18′ 9″ O    | 5,4 ha. |            |
|                                                      | GLB0006DE_ | Hofsee                                 | Kleutsch             | 51° 47′ 30,8″ N, 12° 17′ 38,4″ O | 7,1 ha. |            |
|                                                      | GLB0007DE_ | Mühlbach-Mochau                        |                      | 51° 45′ 14,4″ N, 12° 20′ 9,6″ O  | 6,4 ha. Beim Moch-Teich, somit Teil des Naturschutzgebiets Oranienbaumer Heide.                                                        |            |
|                                                      | GLB0008DE_ | Eselsforth                             | Forstrevier Mosigkau | 51° 49′ 33,6″ N, 12° 10′ 12″ O   | 53,2 ha.Kiefernforst in der „Reifephase“, mit vielfältiger Bodenvegetation.                                                            |            |
|                                                      | GLB0009DE_ | Schwedenwall                           |                      | 51° 50′ 9,6″ N, 12° 17′ 45,6″ O  | 9,3 ha. |            |
|                                                      | GLB0010DE_ | Hangwald Rodleben-Brambach-Rietzmeck   |                      | 51° 52′ 44,4″ N, 12° 10′ 30″ O   | 28,1 ha. |            |
|                                                      | GLB0011DE_ | Orchideenwiese Meinsdorf               | Meinsdorf            | 51° 54′ 24,5″ N, 12° 14′ 51,7″ O | Artenreiche Orchideenwiese (vor allem Breitblättriges Knabenkraut Dactylorhiza majalis) einschließlich der darauf stockenden Gebüsche. | 2009       |
| Erhaltene Solitäreiche im Gartenreich Dessau-Wörlitz | GLB0012DE_ | Eichenregal                            |                      | 51° 51′ 16,6″ N, 12° 16′ 11,3″ O | | 2011       |